# Israel en los Juegos Olímpicos de Pyeongchang 2018
Israel estuvo representado en los Juegos Olímpicos de Pyeongchang 2018 por diez deportistas, siete hombres y tres mujeres, que compitieron en cuatro deportes.
El portador de la bandera en la ceremonia de apertura fue el patinador artístico Oleksii Bychenko. El equipo olímpico israelí no obtuvo ninguna medalla en estos Juegos.